# Septimania

Septimania 537 e. Kr.

Septimania (franska Septimanie) var romarnas namn på den västra regionen av provinsen Gallia Narbonensis. Septimania gränsade i öster till Medelhavet, i nordost till Rhône, i väster ungefär halvvägs mellan Medelhavet och Garonne och i söder till Pyreneerna. Den motsvaras ungefärligt av den tidigare regionen Languedoc-Roussillon i nuvarande Frankrike.
Septimania kom 462 under kontroll av den visigotiske kungen Theoderik II, som regerade under åren 453-466. Under visigoterna kallades Septimania enbart Gallia eller Narbonensis.
Under 700-talet tillhörde Septimania emiratet Córdoba, som föregick kalifatet Córdoba, innan Septimania återerövrades av frankerna.  Vid slutet av 800-talet gav frankerna området namnet Gothia eller Marca Gothica.
Septimania var ett markgrevskap under karolingernas rike och tillhörde sedan Västfrankiska riket fram till 1200-talet. Det blev sedan del i Occitanien och hamnade under den franska kungamakten i samband med the Albigenserkriget. Från slutet av 1200-talet blev området känt som Languedoc och det kom att helt och hållet tillhöra Frankrike.

## Etymologi
Det finns två teorier om namnets uppkomst. Den troligaste är att namnet kan härledas från att det var här VII romerska legionen pensionerade sina veteraner (på latin Colonia Julia Septimanorum Beaterrae). Den andra teorin är att namnet refererar till sju (på latin septa) städer inom provinsen; Agde, Narbonne, Béziers, Elne, Lodève, Maguelonne och Nîmes. 